# Carlos Bulgheroni

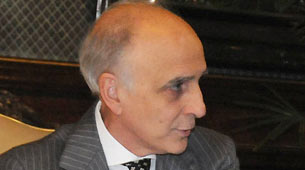
Carlos Bulgheroni (2008)

Carlos Alberto Bulgheroni (* 9. März 1945 in Rufino, Provinz Santa Fe, Argentinien; † 3. September 2016 in den USA) war ein argentinisch-italienischer Unternehmer.
Bulgheroni, Sohn eines italienischen Vaters und einer spanischen Mutter, studierte an der Universidad de Buenos Aires und machte dort 1970 seinen Abschluss als Juris Doctor.
Er war Präsident des Familienunternehmens Bridas, das sich hauptsächlich im Energiesektor engagierte. Er war Eigentümer des Erdölkonzerns Pan American Energy (PAE), der das größte Erdölfeld Argentiniens besitzt. Mit verschiedensten Energieprojekten operierte er international, vor allem in Südamerika und Zentralasien. 2010 veräußerte er 50 % von Bridas an das chinesische Energieunternehmen CNOOC.
Zusammen mit seinem Bruder Alejandro galt er als der reichste Mann Argentiniens mit einem geschätzten Vermögen von circa 4 Mrd. Euro. Er lebte in Buenos Aires und Rom.
Er starb an einem Krebsleiden in einem Krankenhaus in den USA.

## Ehrungen und Auszeichnungen
- Verdienstorden der Italienischen Republik (Großoffizier)
- Orden de Isabel la Católica